# Rhagonycha saurica
Rhagonycha saurica es una especie de coleóptero de la familia Cantharidae.

## Distribución geográfica
Habita en Kazajistán.